# 亨利·巴比塞
亨利·巴比塞（Henri Barbusse，1873年5月17日—1935年8月30日），法国作家，法国共产党党员。

## 生平
巴比塞出生于塞纳河畔阿涅尔，早年曾发表诗集《泣妇》(1895)，被认为有“新象征主义”风格。后发表长篇小说《哀求者》(1903)和《地狱》(1908)。
1914年年过四十，经历过三次体检不合格的巴比塞成功入伍，参加西线战事。巴比塞在战场上勇于承担危险任务，忘我地救助伙伴，1915年6月被授予英勇十字勋章。1915年11月，在前线服役了十七个月的巴比塞因肺部受伤和痢疾被送进诊所治疗。1916年，重回战场的巴比塞参加了凡尔登战役。1917年6月1日巴比塞从军队复员。
1915年巴比塞在诊所治疗时写了小说《火线：一个步兵班的日记》。小说发表后引起一些批评，认为其描写过于自然主义，但法朗士和高尔基都对这部作品表示了赞扬。《火线》获得了1917年的龚古尔文学奖。战后巴比塞成为了一名和平主义者，憎恶军国主义。1918年他前往莫斯科，并加入了布尔什维克党。1919年他的另一部小说《光明》出版，写了一个小资产者在战争中的转变。
巴比塞积极参加社会活动，他发起了法兰西退伍军人联合会和“光明社”等团体。1927年发起反帝大同盟，1932年组织并领导国际反战反法西斯同盟。